# Provida

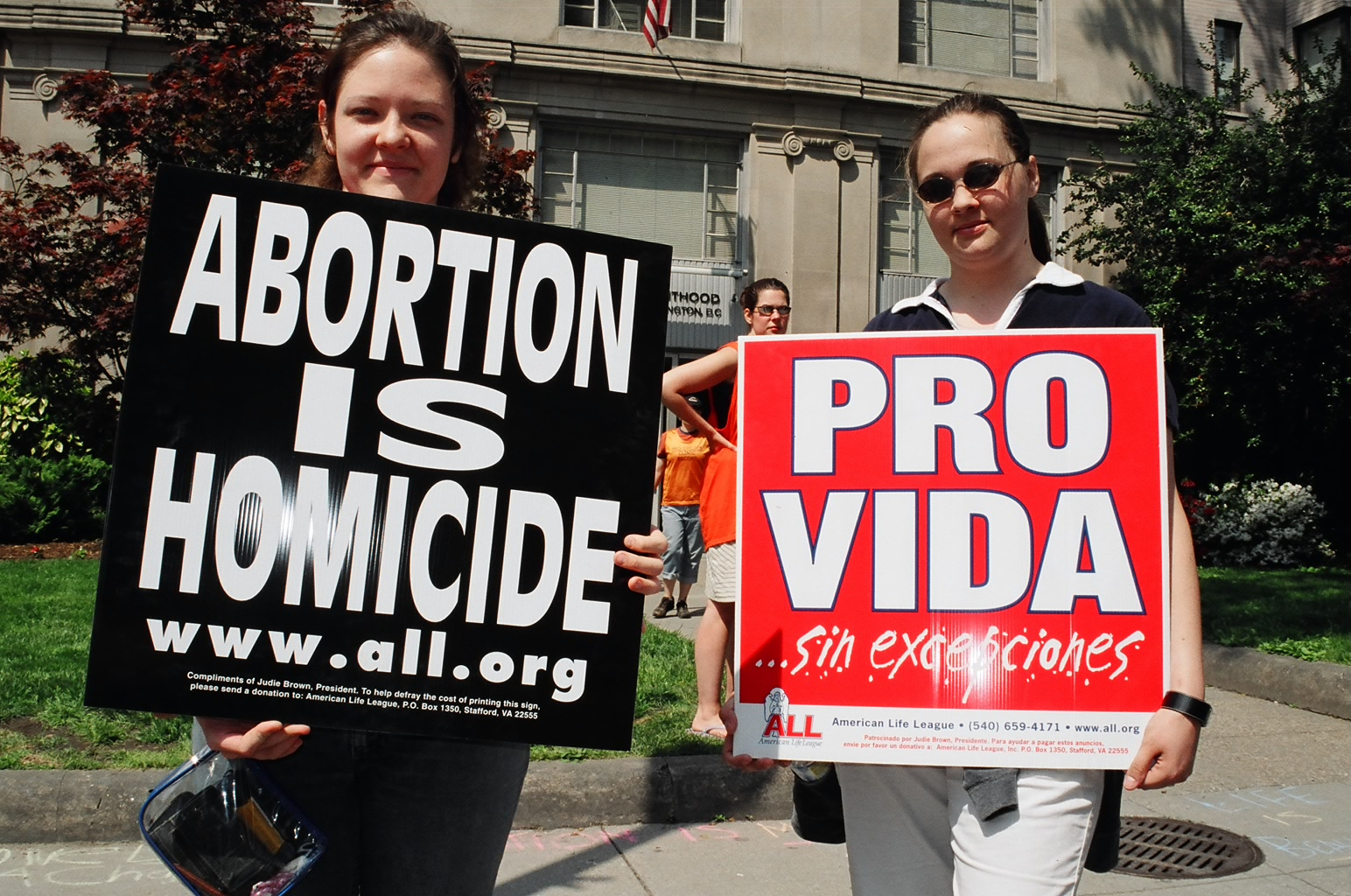
Manifestación «provida» frente a Planned Parenthood en Washington D. C. en 2004

Se denomina provida (en inglés pro-life) o antiabortista (en inglés anti-abortion) a la posición moral y política que afirma el derecho a la vida, principalmente con respecto al nacimiento de los seres humanos, sean cuales sean las circunstancias. Se oponen a prácticas como la eutanasia, las investigaciones con células madre embrionarias no adultas y, más notablemente, al aborto inducido. Sus partidarios argumentan que la vida humana comienza en el momento de la fecundación y que la muerte no debe ser un proceso asistido. Por lo tanto, consideran al cigoto, al embrión y al feto como vidas humanas.
En el debate sobre el aborto, la perspectiva provida se opone directamente a la proelección, pudiendo considerarse recíprocamente como contramovimientos. La mayor divergencia entre ambas posturas radica en cómo conciben el momento de inicio de la vida humana. Desde esta perspectiva y en lo que se refiere a su oposición a los movimientos proaborto, el movimiento provida ha sido criticado como un «encuadre político» que emplea argumentos para validar la posición propia (contraria al aborto), al mismo tiempo que invalida la posición contraria (favorable al aborto).
En definitiva, el movimiento provida sostiene que el aborto es mal o inmoral debido a su convicción de estar interrumpiendo una vida humana.

## Historia
Los movimientos provida surgen en los años 70-80 del siglo XX como reacción a los cambios sociales y legales que se producen en las sociedades occidentales a partir de los años 60: la legalización de los métodos anticonceptivos, la despenalización del aborto, la creación de unidades de planificación familiar, la introducción de la educación sexual en los programas de los centros de enseñanza, la liberalización de las costumbres sexuales, la aparición de formas alternativas a la familia tradicional, etc. Se suele situar su nacimiento en Estados Unidos a raíz de la sentencia Roe v. Wade del Tribunal Supremo de Estados Unidos, que, en 1973, despenalizaba el aborto argumentando que la Constitución de los Estados Unidos «protege de la actividad del Estado en contra de la privacidad, incluido el derecho garantizado de la mujer a finalizar su embarazo»[cita requerida]. En aquel momento, solo un 46 % de los encuestados aseguraba no oponerse a «una ley que permita a la mujer a acudir al médico durante sus primeros meses»[cita requerida], mientras que veinte años después lo aprueban el 60 %.
En las dos últimas décadas, los grupos provida han ido ganando terreno en Estados Unidos y en Europa. En Estados Unidos, su influencia ha alcanzado a los electores del Partido Demócrata, por lo que han conseguido que el apoyo a la Ley del aborto de 1973 haya pasado del 56 % en 1995 al 41 % en 2012. El líder de estos demócratas provida es el expresidente Jimmy Carter que afirmó: «Nunca he creído que Jesucristo hubiera permitido el aborto». Los grupos más importantes y que cuentan con más recursos son Focus on the Family y Alliance Defense Fund.[cita requerida]
En España, el punto de inflexión para el desarrollo de los movimientos provida fue la aprobación por el gobierno de Rodríguez Zapatero de la nueva Ley del aborto de 2009 (una ley de plazos que sustituyó a la de 1985). Esta ley suscitó un manifiesto científico en contra de la propia ley conocido como el Manifiesto de Madrid, apoyado por más de 2000 científicos, profesores e intelectuales de distintas ramas de la Biomedicina, las Humanidades y las Ciencias Sociales. Además, diferentes instituciones españolas como el Colegio Oficial de Médicos de Sevilla, el Ilustre Colegio Oficial de Médicos de Madrid, la Comisión Nacional de Bioética española y el Colegio Oficial de Médicos de Cádiz firmaron también su adhesión a este manifiesto:

Que existe sobrada evidencia científica de que la vida empieza en el momento de la fecundación: la Genética señala que la fecundación es el momento en que se constituye la identidad genética singular, la Biología celular explica que los seres pluricelulares se constituyen a partir de una única célula inicial y la Embriología describe el desarrollo embrionario y fetal, revelando cómo se desenvuelve sin solución de continuidad; que el cigoto, luego embrión y luego el feto, no forman parte de ningún órgano de la madre, sino que es la primera realidad corporal del ser humano, un ser nuevo y singular, distinto de su padre y su madre; que un aborto no es sólo la «interrupción voluntaria del embarazo» sino la «interrupción de una vida humana»
Declaración de Madrid de 2009

Desde ese momento, las manifestaciones se han ido sucediendo de forma reiterada. De hecho, en mayo de 2012, los grupos provida españoles como HazteOir consiguieron que fuera Madrid el lugar donde se reunió el Congreso Mundial de Familias, donde intervino, entre otros, el obispo de Alcalá de Henares, Juan Antonio Reig Pla, y el eurodiputado del Partido Popular, Jaime Mayor Oreja. En ese periodo, España también ha visto la creación de múltiples grupos y asociaciones provida en diferentes ámbitos sociales.
En el movimiento provida, cabe destacar la importancia que reviste la declaración de Dublín realizada y firmada por más de 900 especialistas, ginecólogos, médicos, enfermeros, matronas y pediatras en el contexto del simposio internacional sobre la salud de la madre en septiembre del año 2012. Esta declaración compatibiliza el derecho a la vida del no nacido con el derecho de la mujer a la salud sexual que muchos grupos proelección emplean como contrapeso.

Como investigadores y médicos experimentados en Ginecología y Obstetricia, afirmamos que el aborto inducido —la destrucción deliberada del no nacido—– no es médicamente necesaria para salvar la vida de una mujer. Sostenemos que existe una diferencia fundamental entre el aborto y los tratamientos necesarios que se llevan a cabo para salvar la vida de la madre, aun si aquellos tratamientos dan como resultado la pérdida de la vida del niño no nacido. Confirmamos que la prohibición del aborto no afecta, de ninguna manera, la disponibilidad de un cuidado óptimo de la mujer embarazada.
Declaración de Dublín de 2012

Por otro lado, en el año 2014, unos 300 juristas españoles del ámbito académico, político y del ejercicio de la abogacía, apelan a la responsabilidad del Estado de tutelar los derechos fundamentales con la reforma de la ley del aborto a través del manifiesto de los juristas con la intención de iniciar un debate abierto y la reflexión sobre la tutela de los derechos fundamentales del ser humano.

El concebido es un ser individual, distinto de la madre aunque alojado en el seno de ésta, como señaló el Tribunal Constitucional en su Sentencia 53/1985, que está protegido por el art. 15 de la Constitución en todas las etapas de su desarrollo, de manera que el Estado debe establecer un sistema de normas -incluidas las penales- que tutelen la vida del concebido y no nacido. […] De acuerdo con la doctrina constitucional y la jurisprudencia del Tribunal Europeo de Derechos Humanos el aborto no es un derecho de la mujer. Del derecho al respeto de la vida privada y familiar, reconocido en el Convenio de Roma, no deriva un presunto derecho a abortar. El propio Tribunal Europeo de Derechos Humanos ha señalado que "el derecho a la vida privada de la mujer debe ser ponderado con otros derechos en conflicto, incluyendo los derechos del niño no nacido", siendo los Estados libres de proporcionar el más elevado grado de protección a la vida del concebido.
Manifiesto de Juristas de 2014

Asimismo, en el año 2015, un grupo transversal de profesionales de la salud grabó un manifiesto médico en contra del aborto, como respuesta a los primeros pasos del gobierno chileno para legalizar el aborto. Mientras, en España siguen sucediendo las manifestaciones provida ante el gobierno, a través de iniciativas como Cada Vida Importa.

## Concepto de vida desde la fecundación
Según los diversos movimientos provida, «todos los seres humanos tienen derecho a la vida» [cita requerida], incluyendo como seres humanos también a la vida gestada tras la fecundación: cigoto, embrión y feto. Los movimientos provida, generalmente, entienden que la vida humana debe ser valorada y respetada desde la fecundación o desde la implantación hasta la muerte natural. El movimiento provida actual es, normalmente, pero no exclusivamente, asociado a la moralidad cristiana y ha influenciado a ciertas ramas del utilitarismo bioético.
Desde el punto de vista provida, cualquier destrucción deliberada de seres humanos, entendiendo por tales también a embriones o fetos, es vista como un asesinato, algo considerado como ética o moralmente incorrecto y como un delito. Tales actos no son considerados como mitigados por cualquier creencia o pensamientos científicos o, en el caso del aborto, con la terminación de los problemas de la mujer con un embarazo no deseado o peligroso, ya que tales beneficios provendrían de la muerte de otra persona. Las asociaciones provida se apoyan en corrientes científicas que afirman que la vida humana comienza tras la fecundación y que «la prohibición del aborto no afecta, de ninguna manera, la disponibilidad de un cuidado óptimo de la mujer embarazada» [cita requerida]. En algunos casos, esta creencia se extiende a la oposición de abortar fetos que podrían ser no viables, como los que sufren de anencefalia. Además, la eutanasia, o el «suicidio asistido», como la llaman las asociaciones provida, es también objetada en la creencia de que la vida es un «bien supremo» y que existen alternativas viables al suicidio como pueden ser los cuidados paliativos (en caso de enfermedades terminales) y la atención personalizada, cercana y humana en todos los casos.
Las asociaciones provida frecuentemente se oponen a ciertos métodos anticonceptivos, como la píldora y el DIU, incluyendo las pastillas anticonceptivas, que evitan la implantación del cigoto. Esto se debe a que los defensores provida, como se dijo, consideran que la vida comienza con la fecundación, con lo que estos métodos serían abortistas. La Iglesia católica reconoce este punto de vista.

### Posturas políticas y religiosas
No se puede hablar de una correlación entre tendencia política o religiosa y la posición provida, pues hay partidarios y contrarios al aborto en todas las tendencias. Tómese por ejemplo la existencia de grupos feministas radicales y ateos provida, como Feminists for Life (Feministas por la Vida), Mujeres contra el Aborto, la Alianza de Gais y Lesbianas Provida, Atheists for Life (Ateos por la Vida), Secular Pro-Life o el movimiento Parlamentarios y Gobernantes por la Vida, que integra a personas de diversas tendencias políticas, religiosas y culturales.

### Iglesia católica
Por otro lado, según algunos expertos, los movimientos provida católicos pueden distinguirse en dos grandes grupos[cita requerida]:
- El que se identifica con las posturas de la Santa Sede. Está presente en toda Europa y es el más visible en España, con organizaciones como Derecho a Vivir, HazteOir.org o Foro Español de la Familia. En Latinoamérica están otras como Grávida (Argentina), Pasos por la Vida (México) o Fundación Chile Unido (Chile).
- El segundo está integrado por la alianza entre católicos tradicionalistas de Reino Unido e Irlanda con evangélicos holandeses, suizos y de los países de Europa del Este, y al que se suman algunos cristianos ortodoxos. Una corriente responsable de recientes iniciativas contra el aborto en Rumania y la educación sexual en Bulgaria, y cuya rama política sería el Movimiento Político Cristiano Europeo. Este grupo es el que predomina en Estados Unidos.

### Cristianismo evangélico
En el cristianismo evangélico, organizaciones internacionales como Enfoque a la Familia están involucradas en el movimiento provida.

## Activismo
El activismo provida abarca una variedad de actividades, desde promover el pensamiento provida al público en general, como conversar con personas del gobierno o acercarse a las personas individualmente. Por ejemplo, intentando disuadir a las mujeres que piensan abortar por medio de la distribución de información impresa o proveyendo servicios de conserjería. También, promueven manifestaciones multitudinarias y exposiciones culturales como «Expovida (Expoaborto)». Las acciones más comunes[cita requerida] del colectivo provida son las siguientes:
- «Ecografías»: un tipo de activismo provida es otorgar gratuitamente ecografías a las mujeres embarazadas que estén considerando realizar un aborto con la esperanza de que la mujer embarazada, al ver las imágenes del feto, cambie de opinión. Hasta hace unos años, en Estados Unidos se solía otorgar financiación a los centros de crisis de embarazo, en los que se otorgan ecografías gratis.[28] El Tribunal Supremo de Estados Unidos declaró nula una ley de Carolina del Norte que obligaba a las mujeres que querían abortar a hacerse una ecografía, que se les mostrase el sonograma y a escuchar una descripción del feto hecha por el médico.[29]
- «Cadena de la vida»: es una demostración pública que consiste en pararse en una fila sobre la vereda sosteniendo carteles con signos o frases provida. Históricamente, el mensaje más utilizado ha sido: «El aborto mata niños», pero se han ido generando otros mensajes tales como: «El aborto hiere a la mujer», «No abortes, dalo en adopción». [cita requerida]En esta cadena no se gritan ni cantan eslóganes, así como tampoco se bloquean calles.
- «Rescates»: es realizada por personas que acuden frente a clínicas abortistas para intentar convencer a las mujeres que van a abortar, ofreciéndoles alternativas viables.[30] Este tipo de activismo ha sido denunciado como acoso y asociaciones como Operation Rescue, Pro-Life Action Network y Lambs of Crist emplean tácticas de enfrentamiento directo para evitar la entrada en clínicas abortistas.[31] Normalmente,  estas personas son forzadas por la policía a abandonar el lugar[cita requerida] ,  y en algunas ocasiones también han sido detenidas y condenadas. [cita requerida] Algunas clínicas que fueron blancos específicos de esta práctica se vieron forzadas a cerrar.[cita requerida]
- Manifestaciones: las manifestaciones son un recurso muy común empleado para reivindicar los valores provida de la población a las autoridades que gobiernan el país.[32]
- Exposiciones: en muchas ocasiones se han organizado exposiciones culturales como «Expovida (Expoaborto)»,[27] que muestran a las personas que acuden la realidad del aborto y la evolución biológica del embrión dentro del cuerpo de su madre.

## Polémicas
En la década de 1990, hubo diversos incidentes violentos relacionados con protestas en contra de clínicas abortistas en Estados Unidos. En marzo de 1993, durante una manifestación antiabortista en Pensacola, se produjo el asesinato por parte de un fundamentalista cristiano del médico David Gunn, quien ayudaba a practicar abortos en diversas clínicas del sureste de Estados Unidos a pesar de haber sido objeto de acoso y amenazas de muerte durante años. Diversos analistas provida defendieron el hecho como la «ejecución de un abortista/asesino».[cita requerida] Por otra parte, también hubo denuncias de esta violencia por parte de otras voces provida. Durante esta década, se produjeron un total de siete asesinatos de médicos abortistas, además de 17 tiroteos sin víctima mortal. En 2009, otro médico abortista, George Tiller, fue asesinado por un «fundamentalista religioso» opuesto al aborto, después de sufrir dos atentados previos. También, se registraron incidentes violentos en Canadá, como la explosión de bombas, el incendio provocado, las agresiones físicas, amenazas de muerte, el secuestro, o el robo. Pero su forma típica, evolucionó desde los enfrentamientos directos, cara a cara, en ataques de «lobos solitarios» que actúaban cometiendo crímenes desde lugares desconocidos y por sorpresa.
En Chile, se ha criticado el hecho que varios de sus líderes provida son miembros del partido de derecha Unión Demócrata Independiente (UDI), quienes justifican o desmienten las violaciones de los derechos humanos cometidas durante la dictadura militar de Augusto Pinochet. En este sentido, se critica la inconsistencia de defender el derecho «a la vida que está por nacer», pero no los derechos de los que ya han nacido.

## Movimientos, manifestaciones y movilizaciones provida por país

### Argentina
El Día del Niño por Nacer es recordado cada 25 de marzo; la Argentina fue el primer país del mundo en declararlo, el 7 de diciembre de 1998, por iniciativa del presidente Carlos Saúl Menem en el decreto número 1406/98. Al año siguiente se celebró por primera vez ese día. En el Teatro Coliseo de Buenos Aires se reunieron representantes de la Iglesia Católica y de las iglesias ortodoxas y cristianas, así como líderes judíos y musulmanes. Desde aquel entonces, cada 25 de marzo se realiza fecha en varias partes de Argentina celebraciones y actividades destinadas a la concientización sobre la necesidad de defender la vida desde la concepción y en todas sus etapas. Misas, marchas, ecografías en vivo, gestos solidarios, conferencias, etc.

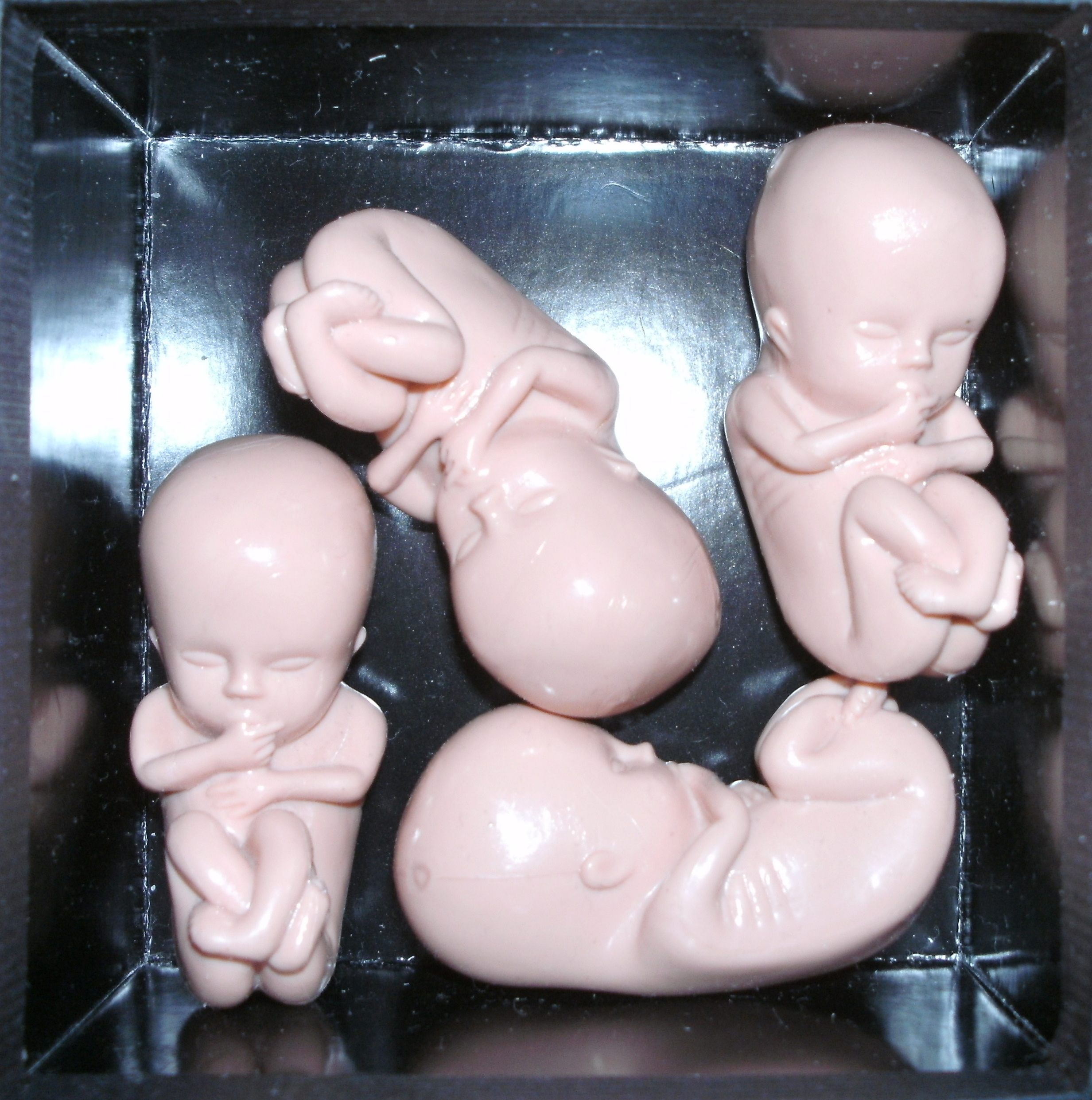
Muñecos con la forma de un feto humano repartidos por la campaña lanzada por la activista argentina Mariana Rodríguez Varela.

En marzo de 2017 llamó la atención de los medios una campaña provida. La campaña, impulsada por redes sociales, consiste en difundir imágenes de fetos humanos y en la entrega de muñecos.

### Australia
En Australia, el movimiento contra el aborto está representado por varias organizaciones, entre ellas Cherish Life, Right to Life Australia y Australian Christian Lobby. Estas organizaciones llevan a cabo varias acciones de campaña, incluida la recaudación de fondos para campañas políticas, el cabildeo y protestas y campañas tradicionales.

### Canadá

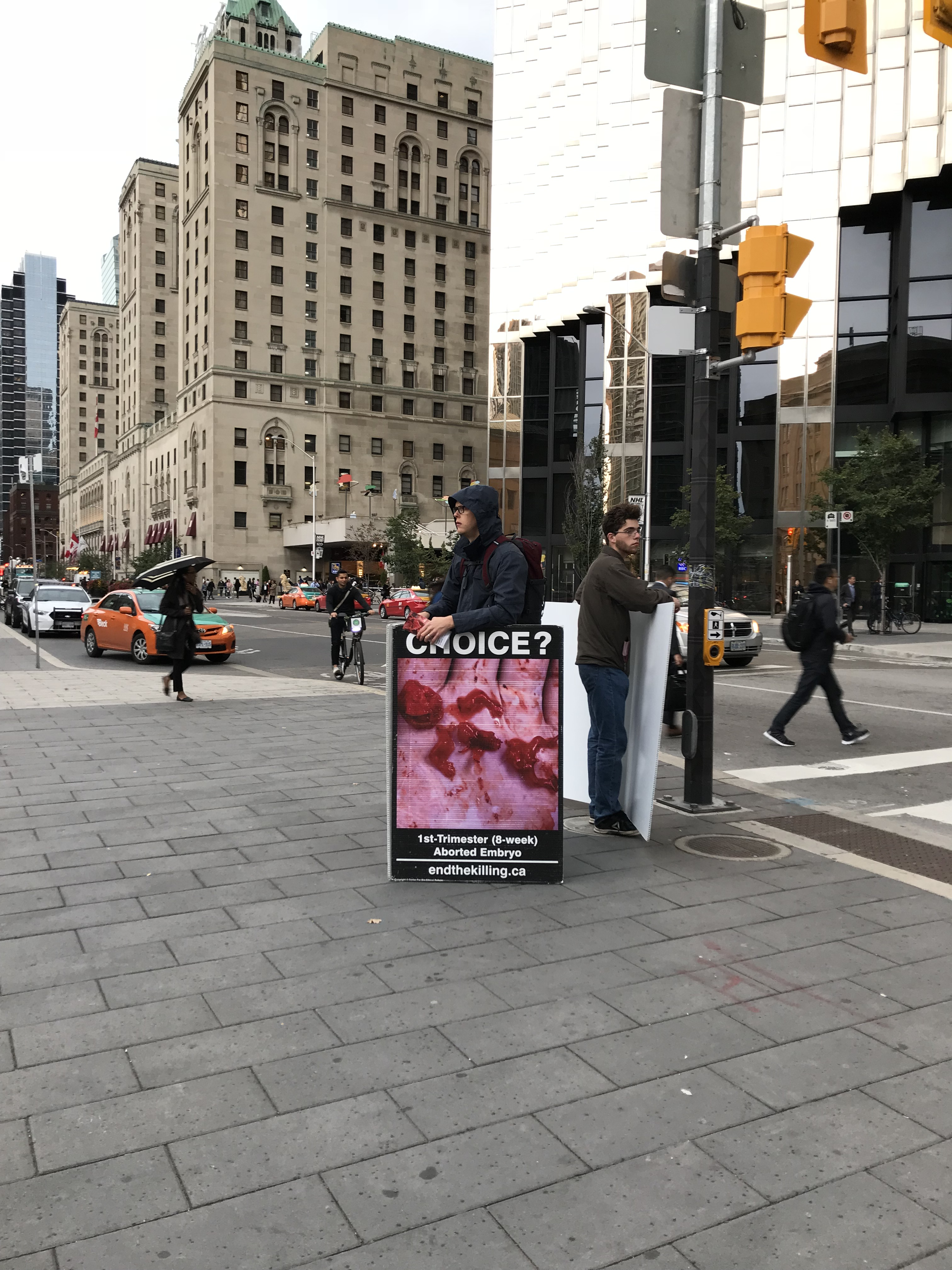
Manifestantes provida en Front Street en Toronto, Ontario.

En Canadá, la organización estadounidense Silent No More aboga por la legislación que prohíbe los abortos de nacimiento tardíos y parciales.
Ha habido dos manifestaciones contra el aborto de la «Marcha por la Vida» que han reunido a más de 10 000 manifestantes en Parliament Hill. En estas protestas, miles se reunieron en un intento de promulgar el cambio. Además de las protestas nacionales, los militantes provida todavía protestan contra las clínicas de aborto en todo el país, en un intento por detener la continuación de los abortos.

### Chile

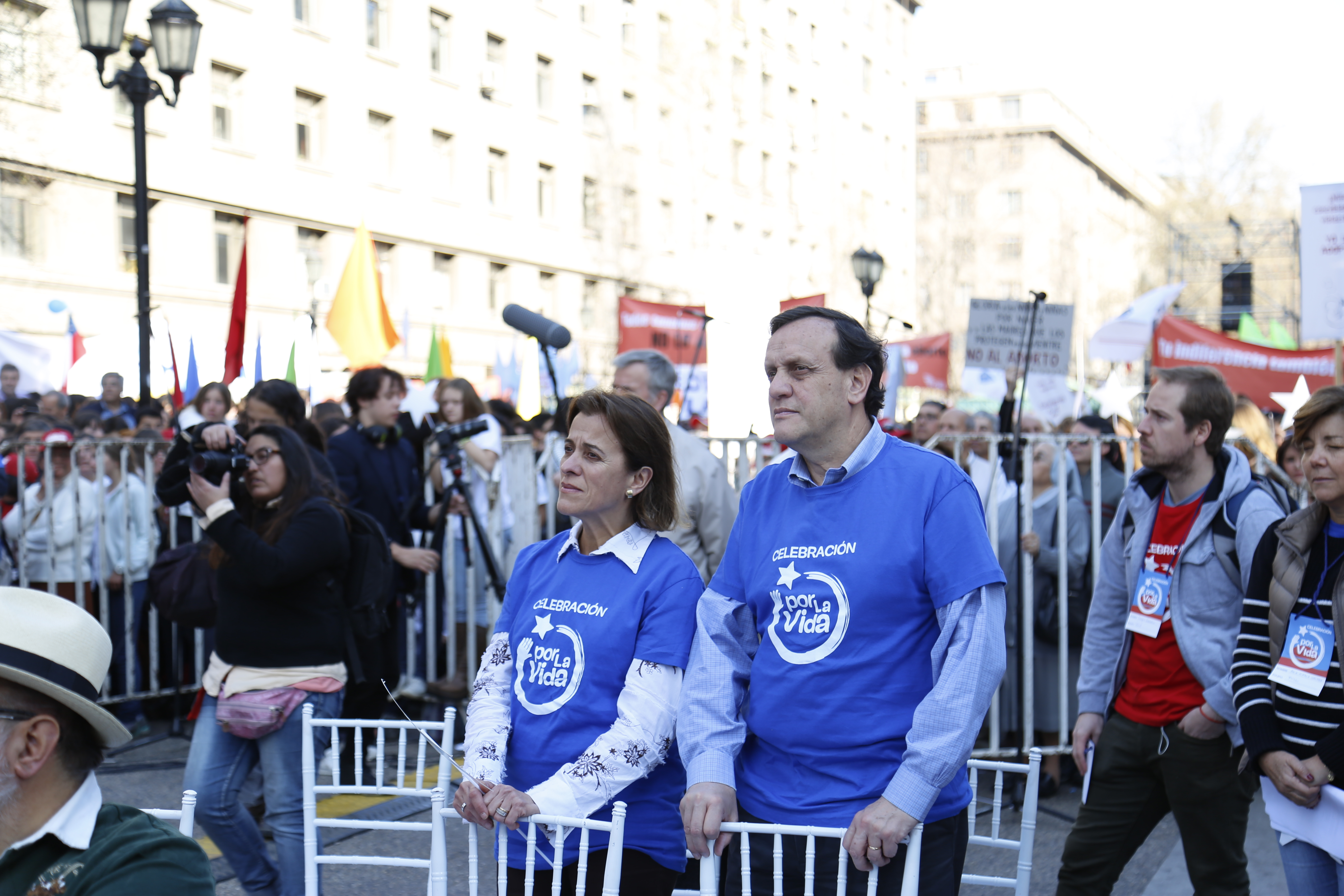
Ignacio Sánchez Díaz (rector de la Universidad Católica de Chile) y Salesa Barja en una manifestación provida chilena

El movimiento chileno se llama «Siempre por la Vida».

### España
Una de las organizaciones principales es HazteOir (CitizenGO a nivel internacional), cuyo fundador es Ignacio Arsuaga. Es calificada como una organización ultraconservadora y ultracatólica. Promueve la defensa de la familia, la vida y la libertad religiosa.

### Estados Unidos

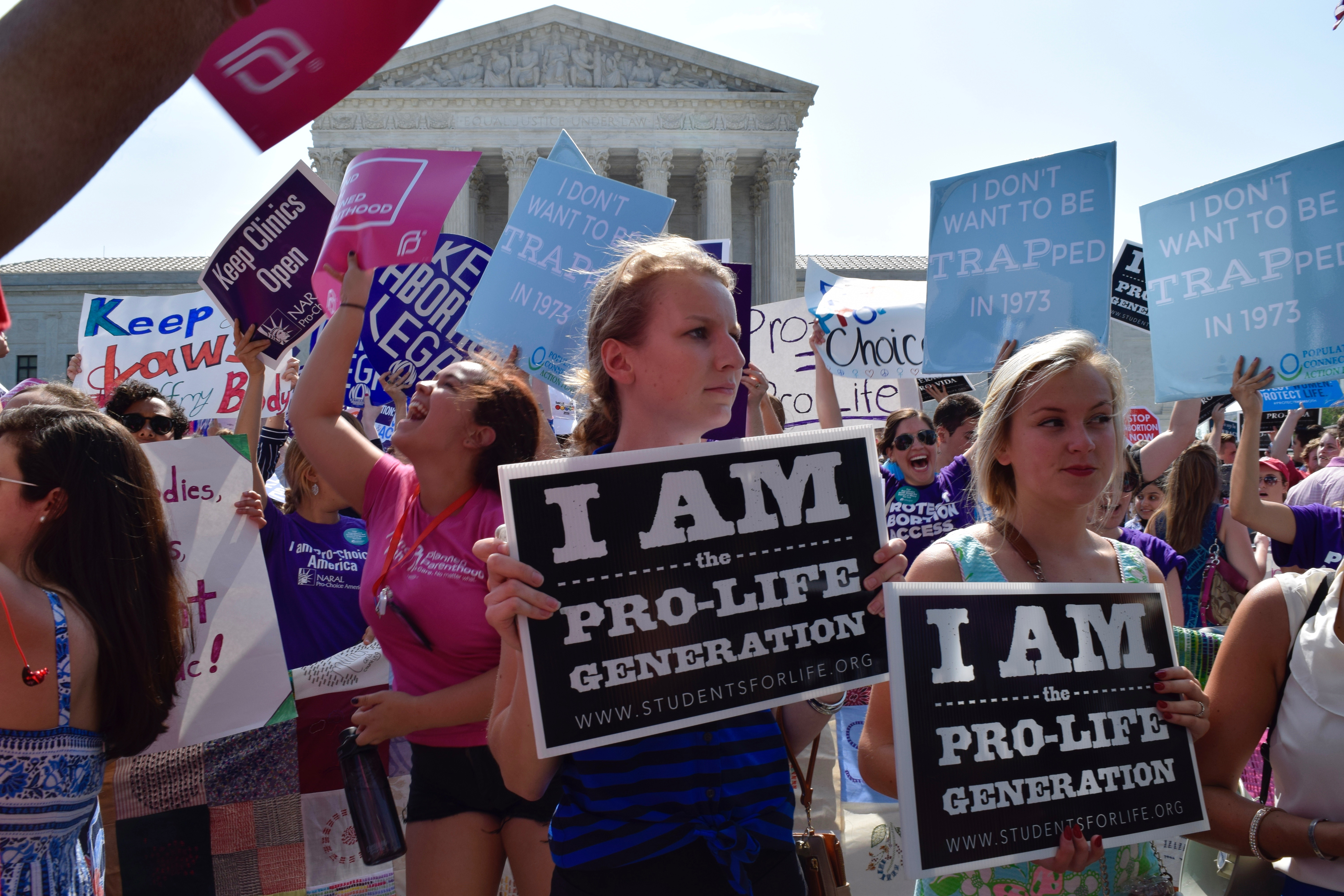
Manifestantes provida en Estados Unidos

El movimiento provida de los Estados Unidos se formó como respuesta a las históricas decisiones de 1973 de la Corte Suprema Roe v. Wade y Doe v. Bolton, con muchas organizaciones provida que surgieron desde entonces. También, hay un movimiento ético de la vida más pequeño y consistente que favorece una filosofía que se opone a todas las formas de asesinato, incluidos el aborto, la guerra, la eutanasia y la pena capital.
El movimiento actual es, en parte, una continuación de los debates previos sobre el aborto que llevaron a la práctica prohibida en todos los estados a fines del siglo XIX. El movimiento inicial fue dirigido por médicos, pero también incluyó a políticos y feministas. Entre los médicos, los avances en el conocimiento médico jugaron un papel importante en la influencia de la opinión provida. Se descubrió que el acicalamiento, que anteriormente se había pensado que era el punto en el que el alma entraba en un ser humano, era un paso relativamente poco importante en el desarrollo fetal, lo que hacía que reconsideraran su posición respecto de los abortos tempranos. Ideológicamente, el juramento hipocrático y la mentalidad médica de esa edad para defender el valor de la vida humana como un absoluto, también jugaron un papel importante en la formación de opiniones sobre el aborto.
Mientras tanto, las feministas tendían a considerar el aborto como una necesidad indeseable impuesta a las mujeres por hombres irreflexivos. Incluso el ala del "amor libre" del movimiento feminista se negó a abogar por el aborto y trató la práctica como un ejemplo de los terribles extremos a los que el matrimonio moderno impulsaba a las mujeres. La violación sexual y la seducción de mujeres solteras eran males sociales que empujaron a las feministas a la necesidad de abortar, ya que los hombres no respetaron el derecho de las mujeres a la abstinencia.

### Francia

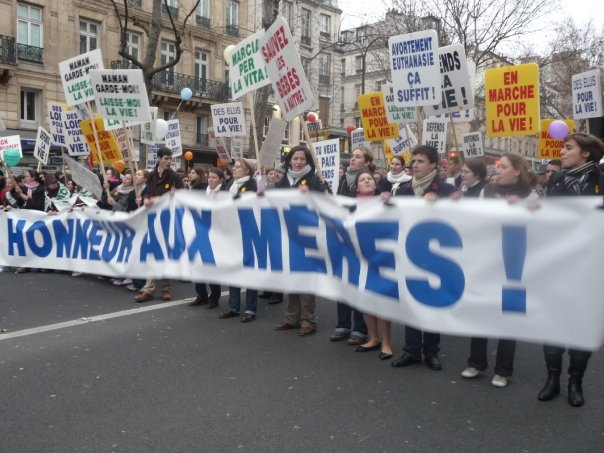
Manifestantes provida en Francia

La primera organización específicamente provida en Francia, Laissez-les-vivre-SOS futures mères, se creó en 1971 durante el debate que conduciría a la Ley del velo en 1975. Su principal portavoz fue el genetista Jérôme Lejeune. Desde 2005, el movimiento provida francés ha organizado una Marcha por la Vida anual.

### Irlanda
Hay varios grupos provida importantes en la República de Irlanda, Pro Life Campaign, Youth Defense e Iona Institute.

### Israel
En Israel, la principal organización provida es Efrat. Los activistas de Efrat principalmente recaudan fondos para aliviar las «presiones financieras y sociales»[cita requerida] sobre las mujeres embarazadas para que no terminen sus embarazos. Sin embargo, esta actividad solo se lleva a cabo en el sector judío en la sociedad israelí, ya que Efrat oficialmente considera el aborto entre los judíos como una amenaza demográfica para el pueblo judío.

### Liechtenstein
En Liechtenstein, una aplicación para legalizar abortos fue rechazada por una mayoría escasa en un referéndum en 2011. Los oponentes, que incluían al Príncipe Alois, obtuvieron 500 votos más y finalmente se asentaron en el 52.3 % en comparación con el 47.7 %. El príncipe Alois había anunciado el uso de su veto por adelantado si era necesario para prevenir la introducción del aborto.

### México
En México, la principal organización provida durante muchos años fue el Comité Nacional Provida, surgido en 1978, y con fuertes vínculos con Partido Acción Nacional, el clero católico y la Organización Nacional del Yunque, grupo paramilitar de ultraderecha. Fue liderado por el político conservador Jorge Serrano Limón, hasta que en 2005 este fue acusado de peculado y desvío de fondos. Después del ocaso del Comité Nacional Provida, el liderazgo del movimiento provida ha sido tomado por alianzas entre grupos católicos y evangélicos provida. A partir de ese entonces han consolidado el Frente Nacional por la Familia en 2016, presidido por el expanista Rodrígo Iván Cortés Jiménez y Red Familia, dirigido por Mario Romo, con fuertes vínculos con organizaciones globales provida.

### Reino Unido
En el Reino Unido, la organización provida más destacada es la Sociedad para la Protección de Niños por Nacer. Se formó para «defender el principio de respeto por la vida humana, en particular la vida del niño por nacer»[cita requerida] en el momento de la aprobación de la Ley de Aborto de 1967 que liberalizó la ley del aborto. Fue la primera organización de ese tipo en el mundo.

### Sudáfrica
En Sudáfrica, una organización provida se llama Pro-Life Generation.

## Críticas
En 2023, en su libro Rethinking Life: Embracing the Sacredness of Every Person, Shane Claiborne, Americano líder de los Cristianos de las Letras Rojas, pide expandir la comunidad cristiana. definición del movimiento "provida" a cuestiones distintas a la lucha contra el aborto, como la violencia armada, la pobreza, la pena de muerte y la apertura a la inmigración. 